# Mike Moore (baloncestista)
Michael "Mike" Moore (nacido el 30 de mayo de 1994 en Magnolia (Carolina del Norte)) es un jugador profesional estadounidense de baloncesto, que mide 2,03 metros y actualmente juega en la posición de alero para el Antwerp Giants de la BNXT League.

## Trayectoria deportiva

### Universidad
Es un alero con formación universitaria norteamericana en la Universidad Mount Olive en Carolina del Norte, en la que jugó durante cuatro temporadas con los Mount Olive Trojans de la NCAA II. En la temporada 2015-16 terminó con 12 puntos y 6 rebotes de promedio por partido.

### Profesional
Tras no ser elegido en el draft de la NBA de 2016, en julio de 2016 llegaría a Italia para debutar como profesional en las filas de la Cestistica Civitavecchia.
Durante la temporada 2016-17 se marcharía a Dinamarca para jugar en las filas del Svendborg Rabbits de la Basket Ligaen con el que disputa 22 encuentros en los que promedia 15,82 puntos de media. 
En 2018, se marcharía a la República Dominicana para jugar en las filas de los Cañeros del Este.
En verano de 2018, regresa a Europa para cambiar de país nórdico y firma por el Borås Basket de la Svenska basketligan, con el que promedia 16 puntos por partido durante la temporada 2018-19.
En verano de 2019 disputaría tres encuentros de la liga de verano de la NBA con los Brooklyn Nets en la ciudad de Las Vegas.
Comenzaría la temporada 2019-20 en las filas del Virtus Roma de la Lega Basket Serie A, con el que disputa 14 partidos con pobre promedio de 2,29 puntos por partido.
El 30 de diciembre de 2019, tras ser cortado por la Virtus Roma, firma por la Latina Basket de la Lega Due Gold hasta el final de la temporada, en la que promedia 11,8 puntos en 10 partidos disputados.
El 20 de julio de 2020, firma por el Iraklis BC de la A1 Ethniki por una temporada.
El 24 de febrero de 2021, firma por el Levitec Huesca de la Liga LEB Oro.
El 31 de mayo de 2021, firma por el HydroTruck Radom de la Polska Liga Koszykówki, la primera división del baloncesto polaco.
El 8 de enero de 2023 firma por el Covirán Granada de la Liga Endesa española.
El 16 de julio de 2024 firmó con Antwerp Giants de la BNXT League.